# Gostkowo (Couïavie-Poméranie)
Pour les articles homonymes, voir Gostkowo.
Gostkowo est un village de Pologne situé en Couïavie-Poméranie, dans le gmina (commune) de Łysomice,.